# Sexenni
Sexenni és un grup de música pop català creat l'any 2019 a Lleida. Al llarg de la seva carrera artística ha col·laborat amb Yung Rajola, Figa Flawas, Flashy Ice Cream, The Tyets i Ginestà, entre d'altres.

## Història
El grup es va formar a l'Institut Samuel Gili i Gaya, on els membres fundadors, Andrés Sánchez, Miguel Castro i Xavi Pons, es reunien a l'hora de l'esbarjo al soterrani de l'institut per a fer música junts. Allà és on van crear i enregistrar la seva primera cançó, «Lleida Town», que ràpidament es va fer viral a Ponent.
Actualment, el grup el conformen sis músics lleidatans: Andrés Sánchez, Xavi Pons, Albert Melcion, Pep Saula, Ricard Perpinyà i Marc Monclús. La música de Sexenni es caracteritza per tenir una essència pop que agafa influències de la música urbana i de la música festiva catalana, sempre mantenint un toc humorístic, de sàtira i ironia, en les seves lletres.
Durant el 2023, el grup va estat immers en la gira «Viatge galàctic» a la vegada que publicava diversos senzills com a avançament del seu segon disc, Supernova, que va veure la llum el 8 de setembre del 2023. En aquest disc s'hi troba la cançó «Houston», que va ser la sintonia oficial de la Volta a Catalunya de 2023.

## Discografia

### Àlbums
- Retrats (Delirics, 2022)[6][11]
- Supernova (Delirics, 2023)[8]
- Joc de nens (Delirics, 2025)